# داوود محمدی‌فر
داوود محمدی‌فر (زاده ۱۳۱۱) کوه‌نورد و نویسنده کتاب‌های کوه‌نوردی ایرانی است.
داوود محمدی‌فر، در سال ۱۳۱۱ در شهر ری متولد شد. از شاخص‌ترین فعالیت‌های اجرایی وی در حوزۀ کوهنوردی می‌توان به عضویت در هیئت مؤسس سازمان کوهنوردی تنسینگ-هیلاری، عضویت در کارگروه فنی فدراسیون کوهنوردی، عضویت در هیئت مؤسس کانون کوهنوردان تهران و عضویت در هیئت مدیرۀ فدراسیون کوه‌نوردی (دوران ریاست حسین رفعتی افشار) اشاره نمود. علاوه بر این، دومین و سومین صعود زمستانی قلۀ دماوند در سال‌های ۱۳۳۶ و ۱۳۴۱ و صعود قله‌های علم‌کوه و سبلان از شاخص‌ترین صعودهای محمدی‌فر، بوده است.
اما از آغازین سال‌های دهۀ ۱۳۸۰ هجری خورشیدی، او به جرگۀ نویسندگان حوزۀ کوهستان پیوسته و تاکنون (تابستان ۱۳۹۲) موفق به انتشار ۱۳ عنوان کتاب در این زمینه شده است.
کتاب‌های منتشر شدۀ او عبارتند از:
۱- تاریخ کوه‌نوردی ایران، چاپ اول ۱۳۸۲، انتشارات سبزان
۲- روزشمار تاریخ کوه‌نوردی و غارنوردی ایران، چاپ اول ۱۳۸۴
۳- فرهنگ کوه‌نوردی و غارنوردی ایران، چاپ اول ۱۳۸۶
۴- غارنورد کوچولو مسافر زیر زمین، چاپ اول ۱۳۸۶
۵- سنگ‌نورد کوچولو کوهنورد قهرمان، چاپ اول ۱۳۸۷
۶- تقویم تاریخ کوه‌نوردی ایران، چاپ اول ۱۳۸۷
۷- کوهنامۀ فردوسی، چاپ اول ۱۳۸۸
۸- کوه‌نورد کوچولو، چاپ اول ۱۳۸۸
۹- کوه‌بانوکوچولو قهرمان کردار نیک، پندار نیک، گفتار نیک ، چاپ اول ۱۳۸۸
۱۰- خلاصه‌ای از تاریخ کوه‌نوردی جهان، چاپ اول ۱۳۸۹
۱۱- کتاب‌شناسی کوه‌نوردی و غارنوردی ایران، چاپ اول ۱۳۸۹
۱۲- فرهنگ فن کوهنوردی و غارنوردی، چاپ اول ۱۳۹۰
۱۳ – اطلس کوه ها و غارهای ایران ۱۳۹۱
داود محمدی فر کار نگارش دو کتاب دیگر را هم به‌پایان برده است که تا پایان سال ۱۳۹۲ چاپ و منتشر خواهند شد.
۱۴- جلد دوم فرهنگ کوه‌نوردی و غارنوردی – در آستانه انتشار
۱۵- دائرةالمعارف گران‌کوه دماوند – در آستانه انتشار
کتاب‌های داود محمدی فر را انتشارات سبزان به چاپ رسانیده است.
```
60th decade
```